# Trisetum antarcticum
Trisetum antarcticum är en gräsart som först beskrevs av Johann Reinhold Forster, och fick sitt nu gällande namn av Carl Bernhard von Trinius. Trisetum antarcticum ingår i släktet glanshavren, och familjen gräs. Inga underarter finns listade i Catalogue of Life.